# Sports Car (песня)
«Sports Car» — песня канадской певицы Тейт Макрей, вышедшая 24 января 2025 года на лейбле RCA Records в качестве третьего сингла её готовящегося к выпуску третьего студийного альбома So Close to What. Песня была написана Макрей в соавторстве с Джулией Майклз, Grant Boutin и вокалистом группы OneRepublic Райаном Теддером и спродюсирована двумя последними.

## Предыстория
Макрей объявила о выпуске своего третьего студийного альбома So Close to What 14 ноября 2024 года. Ранняя версия альбома, включая демо-версию песни «Sports Car», в итоге просочилась 16 января 2025 года. Макрей объявила песню «Sports Car» третьим синглом 20 января и поделилась тизером клипа, назвав его частью того, что «забыли» слить.
В интервью МакРей рассказала, что «Sports Car» была «такой весёлой песней для написания» с намерением передать «адреналин любви, секса и волнение от всего этого». Она использовала «спортивный автомобиль» как метафору чувства любви и рассказала, что в шепчущем припеве они ссылаются на американский хип-хоп дуэт Ying Yang Twins.

## Отзывы
Джордж Гриффитс из Official Charts Company посчитал, что «Sports Car» — это «заикающаяся поп-мелодия с влиянием хип-хопа», характеризующаяся «дышащими мелодиями», а также заметным и затягивающим припевом из «разговорных слов». Гриффитс сравнил песню с треками из альбома In the Zone (2003) певицы Бритни Спирс. Аналогично, Аарон Уильямс из Uproxx посчитал, что «Sports Car» напоминает «I’m a Slave 4 U» (2001) Спирс и «Buttons» (2006) группы Pussycat Dolls, и назвал её продолжением предыдущего сингла «2 Hands» (2024).
Журнал Paper Magazine отметил, что «в нем есть все, что нужно знойному хиту, в том числе благодаря пост-припеву в конце песни, который доводит звучание песни до полного кипения», ссылаясь на треки с «темными тонами синтезаторов, шепчущим хуком и гулким ритмом, который идеально подходит для приверженности Макрей к современной хореографии».

## Музыкальное видео
Музыкальное видео было выпущено вместе с синглом 24 января 2025 года, а режиссёром выступил Бардия Зейнали из Vogue. В нём певица позирует перед зеркалом, надевая двенадцать нарядов, превращаясь из «влюблённой девушки» в «поп-звезду». Наряды включают в себя различные стили, в том числе «архивные вещи» и «актуальные готовые наряды». В видео теневая фигура активирует «пип-шоу 1970-х», когда Макрей входит в демонстрационную будку и танцует «обольстительный танец» с многочисленными сменами нарядов. Певица рассказала, что корсет с принтом гепарда, созданный Роберто Кавалли, был её любимым нарядом среди всего комплекта.

## Чарты
| Чарт (2025)                            | Высшая позиция |
| -------------------------------------- | -------------- |
| Австралия (ARIA)                       | 8              |
| Австрия (Ö3 Austria Top 40)            | 17             |
| Канада (Billboard Canadian Hot 100)    | 9              |
| Канада (Billboard CHR/Top 40)          | 1              |
| Канада (Billboard Hot AC)              | 38             |
| СНГ (TopHit Airplay)                   | 4              |
| Чехия (Rádio — Top 100)                | 35             |
| Чехия (Singles Digitál Top 100)        | 49             |
| Дания (Tracklisten)                    | 28             |
| Финляндия (Suomen virallinen lista)    | 35             |
| Германия (GfK)                         | 33             |
| Мир (Billboard Global 200)             | 17             |
| Ирландия (IRMA)                        | 4              |
| Нидерланды (Dutch Top 40)              | 27             |
| Нидерланды (Single Top 100)            | 22             |
| Новая Зеландия (Recorded Music NZ)     | 9              |
| Норвегия (VG-lista)                    | 18             |
| Швеция (Sverigetopplistan)             | 50             |
| Швейцария (Schweizer Hitparade)        | 26             |
| Великобритания (OCC UK Singles)        | 3              |
| США (Billboard Hot 100)                | 16             |
| США (Billboard Adult Pop Airplay)      | 14             |
| США (Billboard Dance/Mix Show Airplay) | 17             |
| США (Billboard Pop Airplay)            | 3              |

## Сертификации
| Регион | Сертификация | Продажи   |
| --- | ------------ | --------- |
| Венгрия (Mahasz) | Золотой      | 2000      |
| Великобритания (BPI) | Серебряный   | 200 000   |
| Стриминг |              |           |
| Греция (IFPI Greece) | Золотой      | 1 000 000 |
| Данные о продажах + прослушиваниях приведены только на основе сертификации. · Данные только о прослушиваниях приведены на основе сертификации. |              |           |